# Aéroport de Castro-Gamboa
L'aéroport de Castro-Gamboa est un aéroport situé au Chili.